# Peter Lang (editură)
Peter Lang este o editură academică specializată în științe umaniste și științe sociale. Ea are sedii centrale la Pieterlen și Berna, Elveția, precum și oficii în Bruxelles, Frankfurt pe Main, New York, Dublin, Oxford, Viena și Varșovia.
Peter Lang publică peste 1.800 de titluri academice anual, atât în format tipărit, cât și digital, cu un backlist de peste 55.000 de cărți. a sa completă reviste on-line de colectare disponibile pe Ingentaconnect și își distribuie manuale digitale la nivel global prin Kortext.
Peter Lang publică monografii, volume editate în colaborare și teze de doctorat. În clasamentul editurilor academice realizat de SENSE ea este clasificată ca o editură de nivel C („edituri internaționale decente și edituri naționale excelente”).

## Domenii abordate
Compania este specializată în următoarele douăsprezece domenii:
- Drept
- Economie și Management
- Educație
- Filozofie
- Istorie
- Limba și literatura engleză
- Limba și literatura germană
- Limbi și literaturi romanice
- Lingvistică
- Mass-Media și științe ale comunicării
- Științe politice
- Teologie

## Istoric
Compania a fost fondată la Frankfurt pe Main în 1970 de către editorul elvețian Peter Lang. Ea a fost inițial o editură cu profil academic, specializată în publicarea de teze de doctorat și alte lucrări academice similare. Din 1982 are o filială americană, Peter Lang Publishing USA, specializată în editarea de manuale școlare, cărți de jurnalism și de științele comunicării, studii africane, precum și monografii din domeniul științelor umaniste și științelor sociale.